# نبردهای هراکلیا
نبردهای هراکلیا (انگلیسی: Battles of Heraclea) مجموعه از نبردهای به وقوع پیوسته در نزدیکی قونیه طی جنگ صلیبی ۱۱۰۱ بود که نیروهای صلیبی با رهبری ویلیام دوم، کنت نور و ترکان سلجوقی روم به رهبری قلج ارسلان یکم در مقابل یکدیگر قرار گرفتند و در نهایت دو نبرد با پیروزی ترکان سلجوقی به پایان رسید.